# Scotoderma
Scotoderma viride — вид грибів, що належить до монотипового роду  Scotoderma.